# 「天皇の退位等に関する皇室典範特例法案に対する附帯決議」に関する有識者会議
「天皇の退位等に関する皇室典範特例法案に対する附帯決議」 に関する有識者会議（「てんのうのたいいとうにかんするこうしつてんぱんとくれいほうあんにたいするふたいけつぎ」にかんするゆうしきしゃかいぎ）は日本の第99代内閣総理大臣菅義偉（菅義偉内閣）及び第100・101代内閣総理大臣岸田文雄（第1次岸田内閣、第2次岸田内閣）の私的諮問機関。
皇位継承問題に関して、旧皇族の皇籍復帰等による皇族数確保を答申した。

## 概要
2017年（平成29年）、第125代天皇明仁から皇太子徳仁親王への皇位継承について定めた天皇の退位等に関する皇室典範特例法が成立するに際し、衆参両院は以下の附帯決議を行った。
その後、2019年（令和元年）の皇位継承、2020年（令和2年）の立皇嗣の礼を経て、2021年（令和3年）3月16日、菅義偉首相の決済により有識者会議が組織される。同会議によるヒヤリングや討議を経て、同年12月22日、岸田文雄首相に報告書が手交された。

## 有識者会議のメンバー
（五十音順、肩書は報告書記載に準拠）
- 大橋真由美：上智大学法学部教授
- 清家篤：日本私立学校振興・共済事業団理事長・慶應義塾学事顧問（座長）
- 冨田哲郎：東日本旅客鉄道株式会社取締役会長
- 中江有里：女優・作家・歌手
- 細谷雄一：慶應義塾大学法学部教授
- 宮崎緑：千葉商科大学教授・国際教養学部長

## 開催日程
- 2021年（令和3年）
  - 3月16日 - 首相菅義偉が「天皇の退位等に関する皇室典範特例法案に対する附帯決議」の設置を決裁。
  - 1.趣旨：「天皇の退位等に関する皇室曲籂特例法案に対する附帯決議」(平成29年6月1日衆議院議院運営委員会・同月7日参議院天皇の退位等に関する皇室典範特例法案特別委員会）の一において示された課題について、様々な専門的な知見を有する人々の意見を踏まえ議論し整理を行うため、高い識見を有する人々の参集を求めて、「天皇の退位等に関する皇室典範特例法案に対する附帯決議」に関する有識者会議（以下「有識者会議」という。）を開催する。
  - 2.構成　
    - 有識者会議は、別紙に掲げる有識者により構成し、内閣総理大臣が開催する。
    - 有識者会議の座長は、出席者の互選により決定する。
    - 有識者会議は、必要に応じ、関係者の出席を求めることができる。

  - 3.庶務等　
    - 有識者会議の庶務は、内閣官房において処理する。
    - 内閣官房は、必要に応じ、宮内庁、内閣法制局その他関係省庁の協力を求めるものとする。
- 第1回：3月23日（火）16:50～18:00
  - 場所：総理大臣官邸小ホール
  - 座長の選任
  - 内閣総理大臣挨拶
  - 会議の運営について
  - 皇室制度等に関する説明
  - 有識者ヒアリングの実施について
- 第2回：4月8日（木）16:45～19:30
  - 場所：総理大臣官邸大会議室
  - 有識者ヒアリング
    - 岩井克己：ジャーナリスト
    - 笠原英彦：慶應義塾大学教授
    - 櫻井よしこ：ジャーナリスト・公益財団法人国家基本問題研究所理事長
    - 新田均：皇學館大学教授
    - 八木秀次：麗澤大学教授
- 第3回：4月21日（水）16:45～19:00
  - 場所：総理大臣官邸大会議室
  - 有識者ヒアリング
    - 今谷明：国際日本文化研究センター名誉教授
    - 所功：京都産業大学名誉教授
    - 古川隆久：日本大学文理学部教授
    - 本郷恵子：東京大学史料編纂所所長
- 第4回：5月10日（月）16:45～19:00
  - 場所：総理大臣官邸大会議室
  - 有識者ヒアリング
    - 岡部喜代子：元最高裁判所判事
    - 大石眞：京都大学名誉教授
    - 宍戸常寿：東京大学教授
    - 百地章：国士舘大学特任教授
- 第5回：5月31日（月）17:00～19:15
  - 場所：総理大臣官邸大会議室
  - 有識者ヒアリング
    - 君塚直隆：関東学院大学国際文化学部教授
    - 曽根香奈子：公益社団法人日本青年会議所監事
    - 橋本有生：早稲田大学法学学術院准教授
    - 都倉武之：慶應義塾大学准教授
- 第6回：6月7日（月）17:00～19:15
  - 場所：総理大臣官邸大会議室
  - 有識者ヒアリング
    - 綿矢りさ：小説家
    - 半井小絵：気象予報士・女優
    - 里中満智子：マンガ家
    - 松本久史：國學院大學教授
- 第7回：6月16日（水）17:30～19:00
  - 場所：総理大臣官邸大会議室
  - 自由討議
- 第8回：6月30日（水）17:30～19:00
  - 場所：総理大臣官邸大会議室
  - 討議
- 第9回：7月9日（金）15:30～17:00
  - 場所：総理大臣官邸小ホール
  - 討議
- 第10回：7月26日（月）16:45～18:15
  - 場所：総理大臣官邸大会議室
  - 討議
- 第11回：11月30日（火）16:30～17:40
  - 場所：総理大臣官邸大会議室
  - 首相挨拶
  - 調査・研究事項の報告
  - 討議
- 第12回：12月6日（火）16:30～18:00
  - 場所：総理大臣官邸大会議室
  - 討議
- 第13回：12月22日（水）16:15～17:45
  - 場所：総理大臣官邸大会議室
  - 有識者会議報告について
  - 首相挨拶

## 報告書の主な内容
有識者会議では、皇室における問題として
- 皇位継承の問題
- 皇族数の減少の問題

の二つを挙げて、その内、後者の問題を喫緊の課題として優先して考えるべきであるとした。その理由として、以下のように論じている。
- 現状、天皇から秋篠宮文仁親王を経て悠仁親王までの皇位継承は確定しており、ここまでの継承をゆるがせにしてはならないことでは意見は一致している。悠仁親王は若年（当時15歳）であり、そこから次代以降への皇位継承については、本人の年齢や結婚等の状況を踏まえた上で議論を深めてゆくべきで、現状は具体的な議論を行うには機が熟していない（却って皇位継承を不安定化させるうる）ため。
- 一方で、皇族数は、女性皇族の婚姻に伴う皇籍離脱などにより減少しており、このままでは悠仁親王の皇位継承のころには皇族が不在になる恐れがある。この場合、国事行為臨時代行、皇室会議議員、摂政などの法制上の役割や、皇族としての公的活動の遂行、天皇を身近な親族として支える、等、皇族として果たすべき役割を担えなくなってしまうため。

次に、皇族数確保の具体的方策として、以下の3つの方策を挙げている。
①内親王・女王が婚姻後も皇族の身分を保持するとすること
現行の皇室典範では、皇室に生まれた女性が皇室外の男性と婚姻した場合は皇籍を離脱する。これを改め、婚姻後も皇籍に留まり、皇族として引き続き公務に臨むことを提唱する。婚姻後も皇籍に留まる事例は、先例として存在する。
ただし、婚姻相手の夫やその子に皇籍や皇位継承権を与えると、女系天皇への道を拓くことにつながりうることから、夫や子供は一般国民であり続けることが考えられるとする。
②皇族には認められていない養子縁組を可能とし、皇統に属する男系の男子を皇族とすること
皇室典範では養子は禁じられているが、これを可能にすることにより、若年の男性皇族を増やし、皇族を存続させてゆくために直系の男子を得なければならないというプレッシャーを緩和することにつながるとする。この場合、皇族は男系による継承を積み重ねてきたことから、養子になりうる者も、皇統に属する男系の男子（旧皇族）に限るのが適切とする。
なお、旧皇族の皇籍復帰は、離脱して一般国民となってから長期間が過ぎており、現在の皇室と男系の血統が離れていることから、国民の理解と支持を得るのは難しいという懸念に触れているが、復帰後に皇族としての公務に臨むことを通じて、国民の理解と共感が形成されてゆくことが期待されるとしている。また、養子によって皇族となった本人は皇位継承資格を持たないことを提唱している。
③皇統に属する男系の男子を法律により直接皇族とすること
旧皇族の皇籍復帰という点では②と同じであるが、現皇族との間に家族関係を持たないまま復帰する点で異なる。現皇族の意思によらないという特徴はあるが、国民の理解と支持という観点からは②と較べて困難であると論じられている。
以上を総合して、女性皇族の減少を防ぐ①、旧皇族を新たに皇族に加える②を優先して検討して、この両案で十分な皇族数を確保できなかった場合に限り③を検討するよう主張している。

## 過去の有識者会議との相違
皇室制度に関係する有識者会議は過去に小泉政権下で「皇室典範に関する有識者会議」が、野田政権下で「皇室制度に関する有識者ヒアリング」が、安倍政権下で「天皇の公務の負担軽減等に関する有識者会議」がそれぞれ行われている。
- 皇室典範に関する有識者会議
  - 主催者：小泉純一郎
  - 開催回数：全17回
  - 開催期間：2005年（平成17年）1月25日から同年11月24日
  - 会議メンバー数：10名
- 皇室制度に関する有識者ヒアリング
  - 主催者：野田佳彦
  - 開催回数：全6回
  - 開催期間：2012年（平成24年）2月29日から同年7月5日
- 天皇の公務の負担軽減等に関する有識者会議
  - 主催者：安倍晋三
  - 開催回数：全14回
  - 開催期間：2016年（平成28年）10月17日から2017年（平成29年）4月21日
  - 会議メンバー数：6名
- 「天皇の退位等に関する皇室典範特例法案に対する附帯決議」に関する有識者会議
  - 主催者：菅義偉・岸田文雄
  - 開催回数：全13回
  - 開催期間：2021年（令和3年）3月26日から同年12月22日
  - 会議メンバー数：6名

## 政府・与野党の動き
上述の報告書をもとに、政府から各党へ議論の要請が行われた。2024年（令和6年）にかけて、各党・会派が意見書を提出した。
| 党・会派名   | リンク先                                                                                           | 概要 |
| ------------ | -------------------------------------------------------------------------------------------------- | --- |
| 自由民主党   | 安定的な皇位継承のあり方に関する所見                                                               | 皇族数の確保を優先して解決することに同意し、その上で、報告書に示された3つの案についても賛意を示している。 |
| 立憲民主党   | 立憲民主党 安定的な皇位継承に関する検討委員会 論点整理                                             | まず、悠仁親王の次世代以降の皇位継承については、機が熟していないため長期的な議論を行うべきであるという報告書に対して、「課題を先延ばし」にしている、と指摘、「一定の期限を区切って結論を示す」ことを求める。 次に、「退位特例法に対する附帯決議の要請の遵守」「憲法適合性の検討」「立法府としての責務」「歴史と伝統の尊重」の4点を挙げている。 次に、報告書に示された案①について、女性皇族の配偶者を皇族とする場合としない場合のそれぞれについて、賛成、反対する理由を列挙している。 次に、案②について、旧皇族の養子入りに関する議論を行う際の論点を列挙している。 |
| 日本維新の会 | 「天皇の退位等に関する皇室典範特例法案に対する附帯決意に基づく政府における検討結果」に対する意見書 | 皇族数を確保するための3案の内、案②を、先例の存在を引き合いに出して高く評価する。対して案①は、なし崩し的に女系天皇誕生につながりかねないことに留意する必要があるとする。 |
| 公明党       | 「天皇の退位等に関する皇室典範特例法案に対する附帯決意に基づく政府における検討結果」に対する意見書 | 案①については、制度を検討すべきとする。また、配偶者や子は、皇族の身分を持たないのが適当とする。 次に、案②については、旧皇族を養子とすることを可能にすべきとする。 |
| 国民民主党   | 皇族数の減少と皇位継承についての考え方                                                             | 皇族数確保を、報告書の3案をもとにして制度化すべきであるとする。 |
| NHK党        | 「天皇の退位等に関する皇室典範特例法案に対する附帯決意に基づく政府における検討結果」に対する意見書 | 案①については、皇室の先例に従って進めることを条件として賛成する。 案②③については、旧皇族の皇籍について国民の理解を得られるものとして賛成する。 |
| 有志の会     | 「天皇の退位等に関する皇室典範特例法案に対する附帯決意に基づく政府における検討結果」に対する意見書 | まず、議論をするにあたっての基本姿勢として、立法府は悠久の歴史の中で直近の民意を受けているに過ぎない存在であることに強く留意すべきであるとする。そして、皇室のあり方は皇室において決めるべきことであり、立法府の役割は皇室の選択肢を増やすことであるとし、皇室のあり方について「べき論」を行ってはならない、とする。 次に、案①については妥当とし、配偶者と子は皇族の身分を有するべきではないとする。 案②については、内親王・女王の配偶者となる場合に限定して認めるべきとする。 案③については、非常時の方策であり、現時点では結論を出すべき事柄ではないとする。     |

主要会派の意見書提出を受けて、2024年5月17日より、衆参両院の正副議長による意見聴衆が行われた。同日および24日に全会派合同の会議が開かれ、以降は各会派個別の意見聴衆が断続的に開かれている。与党側は、上述の案①については各会派が合意しており、同年の通常国会（第213回）において、先行しての皇室典範改正を目指したが、婚姻相手の夫やその子が皇族となるか否かについては、立憲民主党から参加した野田佳彦が皇籍付与を主張したため合意されず、継続審議の状態になっている。